# Hussenstraße
Die Hussenstraße ist eine Straße in der linksrheinischen Altstadt von Konstanz und ist nach dem Reformator Jan Hus benannt. Sie verbindet die Kanzleistraße und die Bodanstraße miteinander.

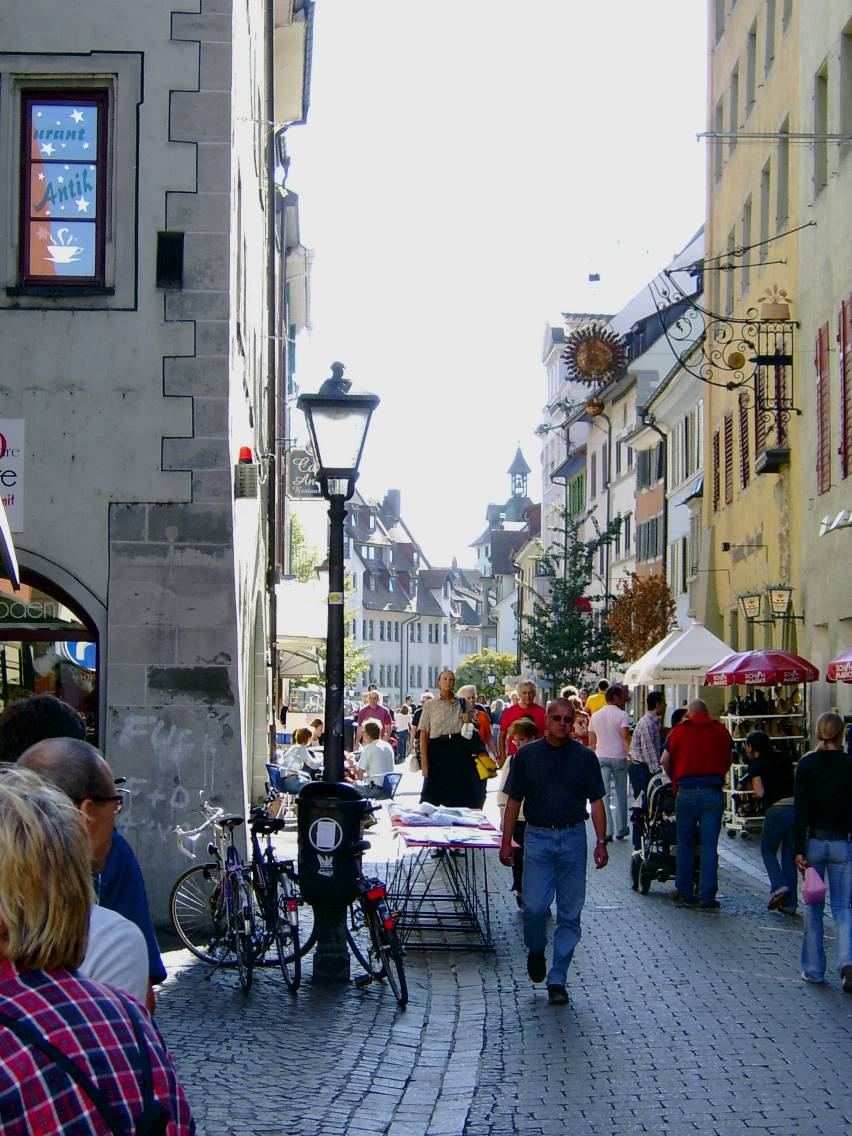
Beginn der Hussenstraße bei der Kanzleistraße.

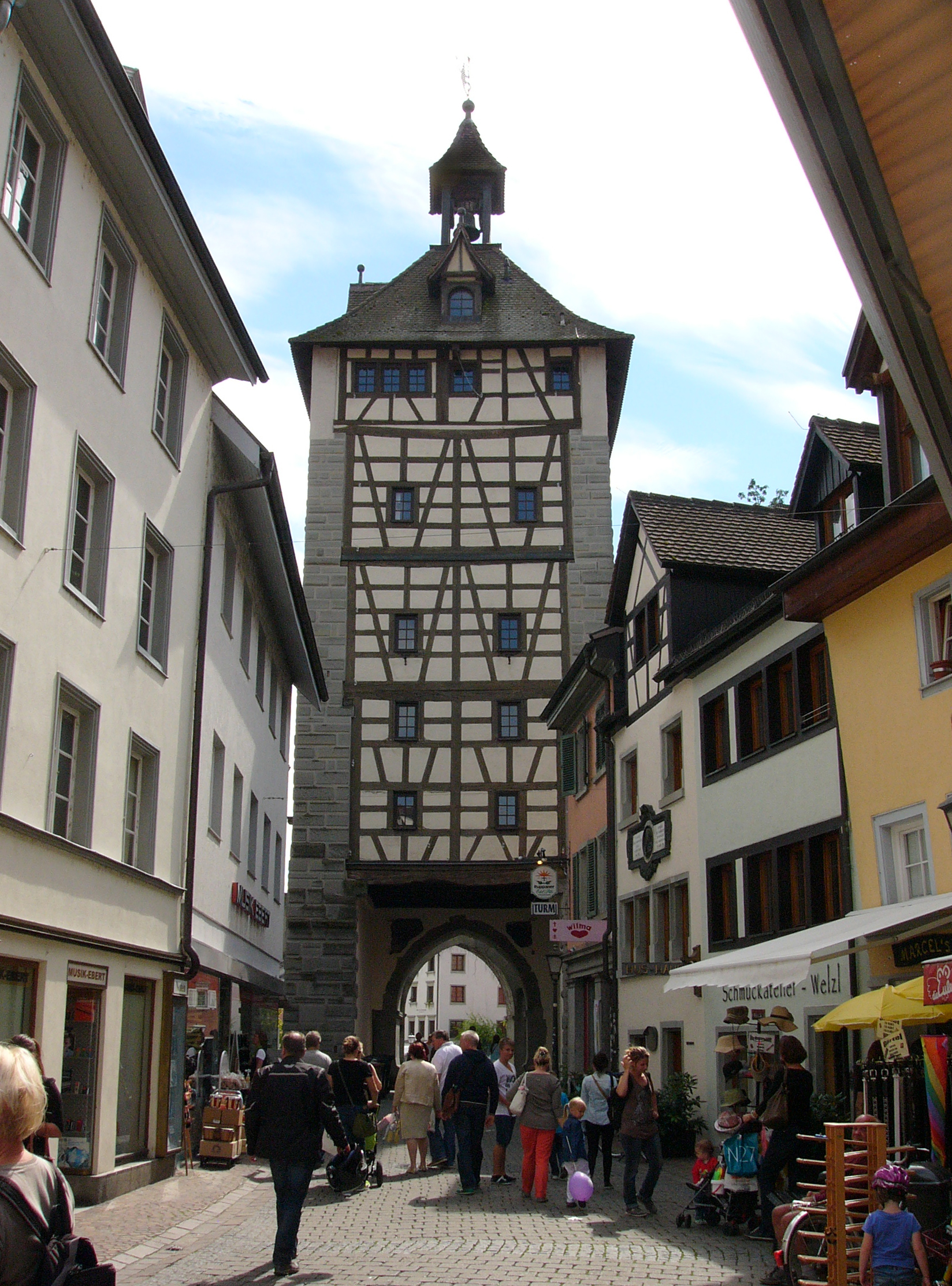
Ende der Hussenstraße beim Schnetztor. Ausgang zur Bodanstraße. Seitlich Hus-Museum.

## Frühere Bezeichnungen der  Hussenstraße
Die Hussenstraße war Teil einer Handelsstraße im Nord-Süd-Handel über die Alpen. Bis 1282 hieß die Straße Reichsstraße. Danach wurde der Teil nördlich der Pfauengasse zur Paulsgasse und der Teil südlich der Pfauengasse zur Stadelhofgasse. Bei der Namensgebung für die Konstanzer Straßen im Jahr 1876 wählte Ludwig Leiner den Namen Hussenstraße für den größeren Abschnitt vom Schnetztor bis zur Münzgasse. In der Zeit des Nationalsozialismus wurde die Straße in Römerstraße umbenannt. Nach dem Zweiten Weltkrieg wurde sie wieder zur Hussenstraße. Ab 1965 wurde die Straße zur Fußgängerzone.

## Besondere Gebäude

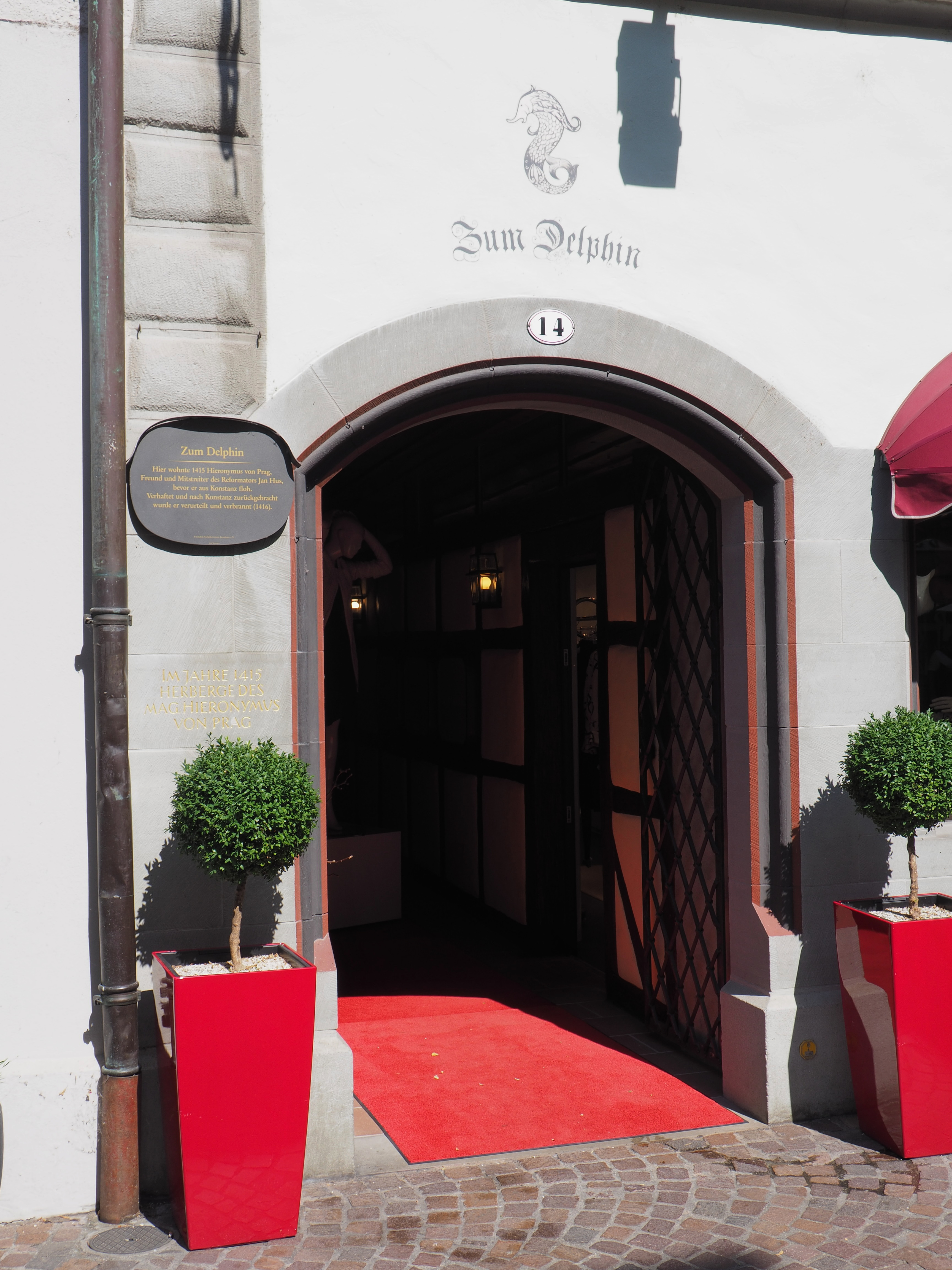
Hussenstraße 14. Haus zum Delphin. Aufenthalt von Hieronymus von Prag im Jahr 1415

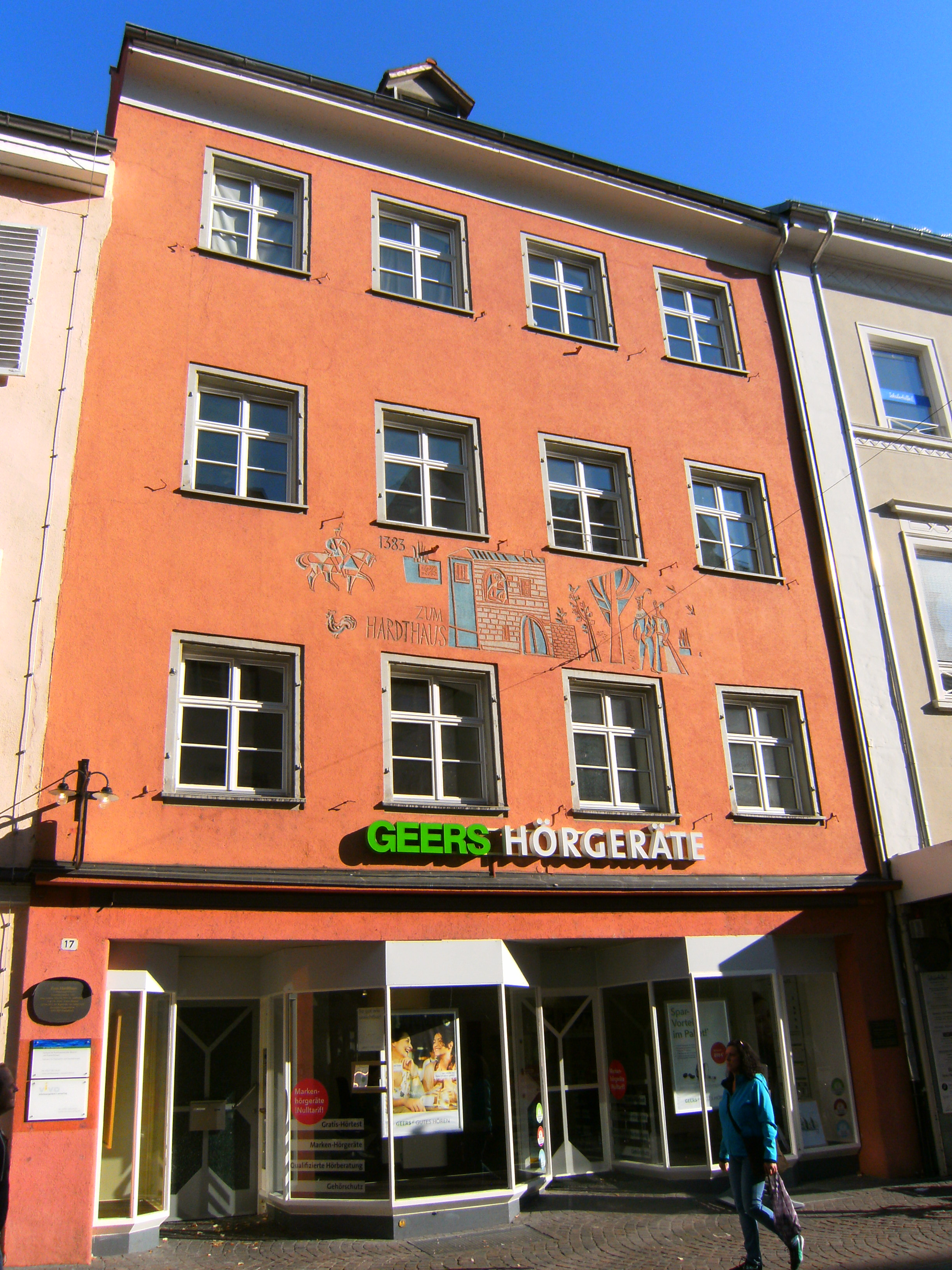
Hardthaus in der Hussenstraße 17. Wohnort von Franz Anton Mesmer von 1812 bis 1814.

In der Hussenstraße gibt es zahlreiche Gebäude mit eigenem Namen und auch einige Stolpersteine. Im Haus zum Delphin in der Hussenstraße 14 wohnte Hieronymus von Prag, der Mitstreiter von Jan Hus. Im Haus Hussenstraße 17 wohnte im Hardthaus von 1812 bis 1814 der Arzt und Heiler Franz Anton Mesmer. Erwähnenswert ist die Fassade des Hauses Hussenstraße 18, die von Hans Breinlinger gestaltet wurde. Im Haus Hussenstraße 64 befindet sich das Hus-Museum Konstanz.

## Fußgängerzone
Auf beiden Seiten der Fußgängerzone befinden sich kleinere Geschäfte mit Waren aus unterschiedlichen Branchen.